# Kira
Михаи́л Алекса́ндрович Га́рмаш (укр. Михайло Олександрович Гармаш; род. 7 марта 1993, Мариуполь, Донецкая область), известный под никнеймом Kira — украинский киберспортсмен по League of Legends, игрок средней линии, восьмикратный чемпион СНГ.
Kira дебютировал на киберспортивной сцене League of Legends в составе команды Carpe Diem, получив награду самого ценного игрока первого сезона StarSeries. После этого Михаил перешёл в команду Hard Random, с которой он 4 раза выиграл чемпионат в СНГ-лиге. В составе команды Albus NoX Luna — Kira выиграл первый в своей карьере международный турнир IWCQ 2016 и дошёл до четвертьфинала Чемпионата мира по League of Legends 2016.

## Биография

### Ранние годы
Kira родился 7 марта 1993 года в Мариуполе. В четырёхлетнем возрасте Михаил начал играть в компьютерные игры. С тринадцати лет стал проводить в них большую часть своего времени, так как по болезни не посещал школу, что вызывало недовольство у его родителей. Он оказался в десятке сильнейших игроков Европы на фан-карте «Warlock» для Warcraft 3. В 2011 году играл в League of Legends на позиции саппорта на любительском уровне.
В 19 лет Kira занял третье место в 3-м сезоне StarLadder по Bloodline Champions (2012) в составе команды «GoingBonkers», заработав призовые в размере 500 $, после чего родители перестали призывать Михаила меньше времени проводить в играх.
Гармаш продолжил играть в LoL уже на позиции игрока средней линии и получил известность в ранговой очереди на западно-европейском сервере игры отыгрышем на персонаже Анивия.

### 2014—2017

#### Carpe Diem
Kira дебютировал на профессиональной сцене в составе команды Carpe Diem. Команда выиграла первый сезон StarSeries 2014, а Михаил стал MVP сезона, отметившись переигрыванием соперников в дуэлях на карте.

#### Hard Random
По окончании второго сезона StarSeries, закончившийся для Carpe Diem на втором раунде плей-офф, Kira перешёл в Hard Random наравне с остальными игроками прежней команды. В составе новой команды он стал серебряным призёром третьего сезона StarSeries и получил награду MVP.
Первым международным турниром в карьере Гармаша стал отборочный турнир к Mid-Season Invitational 2015 — International Wildcard Invitational, на который Hard Random попали, выиграв весенний сплит StarSeries 2015. Kira дошел с командой до полуфинала IWCI, где проиграл команде INTZ e-Sports со счётом 1:3.
Победив в летнем сплите StarSeries, Hard Random квалифицировались на отборочный турнир к Worlds 2015  — Desafio Internacional, заняв на нём последнее место в групповом этапе. Одной из причин такого результата по мнению комментатора StarSeries Михаила Зверева, более известного как «Olsior», явилась низкая конкуренция в СНГ-лиге среди игроков средней линии:

«...в СНГ нет достаточно сильных мидеров, чтобы наказывать Киру за ошибки и адаптироваться под его игровой стиль, а в Латинской Америке и Бразилии нашлись...»— Михаил «Olsior» Зверев, cyber.sports.ru
В 2016 году Kira выиграл первый сплит LCL, став четырёхкратным чемпионом СНГ. Команда Гармаша вновь остановилась в шаге от прохода на Mid-Season Invitational — Hard Random дошли до финала International Wildcard Invitational 2016, где проиграли «SuperMassive eSports» со счётом 1:3.

#### Albus NoX Luna
В мае команда Hard Random присоединилась к организации Albus NoX. В составе ANX Михаил впервые в своей карьере выиграл wildcard-турнир, пройдя с командой на Чемпионат мира по League of Legends 2016, на котором Albus NoX заняла 5—8 место.

#### M19
Перед весенним сплитом LCL 2017 года команда Hard Random перешла в киберспортивную организацию М19, вновь проведя ребрендинг. M19 стали полуфиналистами весеннего сплита, уступив в полуфинале команде Virtus.pro со счётом 2:3. После этого Kira наряду с Александром «PvPStejos» Глазковым перешёл в «Gambit.CIS».

### 2017—2022
«Gambit.CIS» выиграли летний полусезон LCL 2017. В 14 матчах регулярного сезона лиги Kira сыграл на 14 уникальных персонажах и стал самым ценным игроком сплита.
На чемпионате мира 2017 года Gambit проиграли все матчи в предварительной стадии, заняв 21—24 место на турнире.
На чемпионате мира 2018 года занял 17—20 место.
В 2019 году Gambit Esports уступила Vega Squadron в полуфинале LCL Summer 2019 и не прошла на чемпионат мира. 31 октября Kira покинул Gambit Esports.
В январе 2020 года вошёл в состав Elements Pro Gaming.
В сентябре 2020 года заявил о прекращении киберспортивной карьеры.
31 января 2022 года стал тренером состава Team Spirit, но покинул команду 10 октября. С 10 октября по 13 декабря выступал в роли стендина за Unicorns of Love Sexy Edition.

## Происхождение никнейма
Свой никнейм Михаил позаимствовал у персонажа Лайт Ягами из манги Тетрадь смерти.

## Личная жизнь
Женился на Виктории Щербатых в 2014 году, в 2015 году родилась дочь Кира.
В 2016 году Михаил окончил Мариупольский государственный университет (филологический факультет), став магистром по специальности: «язык и литература (Русский)».

## Достижения

### Командные
Шестикратный чемпион СНГ:
- SLTV StarSeries (Season I, Spring Split 2015, Summer Split 2015)
- LCL (Spring 2016, Summer 2016, Summer 2017, Spring 2018, Summer 2018)

Победитель LCL Open Cup (2016, Summer 2019)

### Личные
Самый ценный игрок StarSeries (1-й сезон, 3-й сезон)
Самый ценный игрок LCL (лето 2017)